# Гута-Стара-Б
Гута-Стара-Б (пол. Huta Stara B) — село в Польщі, у гміні Почесна Ченстоховського повіту Сілезького воєводства.
Населення — 1849 осіб (2011).
У 1975-1998 роках село належало до Ченстоховського воєводства.

## Демографія
Демографічна структура станом на 31 березня 2011 року:
|          | Загалом | Допрацездатний вік | Працездатний вік | Постпрацездатний вік |
| -------- | ------- | ------------------ | ---------------- | -------------------- |
| Чоловіки | 888     | 171                | 629              | 88                   |
| Жінки    | 961     | 149                | 584              | 228                  |
| Разом    | 1849    | 320                | 1213             | 316                  |